# Mohammed Abdi
 (juin 2012).
 (décembre 2018).
Pour les articles homonymes, voir Abdi (homonymie).
Mohammed Abdi est un haut fonctionnaire, militant associatif, journaliste et membre du Parti socialiste ; il est cofondateur et ancien secrétaire général de l'association Ni putes ni soumises. Il est également membre du think tank du Cercle de l'Oratoire et du comité éditorial du Meilleur des mondes. Il est directeur de la rédaction du mensuel Le Pote à Pote, fondé en 1989.
Il a été entre 2006 et 2007 conseiller de Ségolène Royal sur les questions de politique étrangère.
Après plusieurs années passées dans le secteur privé, il rejoint les collectivités territoriales. En 2007, il entre au cabinet de Fadela Amara, secrétaire d’État chargé de la politique de la Ville et devient son conseiller spécial. En 2011, il devient directeur délégué de l'Agence des services à la personne (ANSP, dissoute en 2014).
Il est le compagnon de Naïla Tazi, directrice du festival d’Essaouira .

## Jeunesse et formation
Né dans le nord-est du Maroc, près d'Oujda (à la frontière algéro-marocaine), Mohammed Abdi a souffert de vivre dans une famille polygame. Son père, autoritaire et patriarcal[Interprétation personnelle ?], répudiera sa mère alors que Mohammed devra apprendre à vivre avec 16 demi-frères et sœurs. Il vit, dès lors, entouré des femmes de son père, dans un harem d'un autre temps[Interprétation personnelle ?]. « C'était un no man's land familial et sentimental sans aucune règle logique établie. La hiérarchie s'établissait selon les individus et le bon vouloir de celui qui se vivait comme un seigneur dominateur sur sa tribu ! Toutes ces femmes qui travaillaient chez mon père, en me prenant sous leur coupe affective m'ont vraiment sauvé la vie », dit-il dans son ouvrage coécrit avec Fadela Amara (La Racaille de la République). Il quitte sa famille pour suivre des études au collège d'Oujda où en révolte avec ce qui l'entoure[Interprétation personnelle ?], il devient un membre actif de la Chabiba Ittihadia[réf. nécessaire]. Après avoir obtenu son bac, il quitte le Maroc pour faire des études à l'université d'Auvergne de Clermont-Ferrand. Il obtiendra un DESS Gestion des entreprises et un DEA en droit public.

## Engagement politique
Membre du Parti socialiste depuis 1984, il est depuis le lancement de la campagne de Ségolène Royal l'un de ses conseillers sur les questions touchant l'Islam et la politique étrangère, notamment sur les affaires touchant les pays musulmans[réf. nécessaire]. Il est à l'origine[réf. nécessaire] d'une note condamnant tout programme nucléaire - militaire comme civil - que la candidate socialiste avait exposé durant les débats de la primaire présidentielle au sein du PS à l'automne 2006. En effet, il est membre du comité éditorial de la revue d'obédience néo-conservatrice Le Meilleur des mondes aux côtés d'André Glucksmann et Pierre-André Taguieff, dirigée chez Denoël par Michel Taubmann.
Soutien de Ségolène Royal, il est depuis 2003 l'un des plus proches  conseillers de Fadela Amara après sa nomination comme secrétaire d'État chargée de la politique de la ville dans le gouvernement Fillon II. Le lundi 16 juillet 2007, pour justifier cette nomination, il a pris la défense de Christine Boutin, connue par ses positions anti-féministe et anti-avortement, dans l'émission Du grain à moudre sur France Culture, tout en qualifiant l'opposition à Amara au sein de Ni putes ni soumises d'« alliés objectifs des islamo-gauchistes » et en affichant un net revirement à droite.
En 2010, sentant la fin du secrétariat d'Etat arriver, il lance sans succès, avec Fadela Amara, une offensive contre Yazid Sabeg, président du comité d’évaluation et de suivi de l’Agence Nationale pour la Rénovation Urbaine (ANRU) en vue de récupérer cette agence de l'Etat.

## Justice
Le 14 novembre 2007, Mohammed Abdi est définitivement condamné par la Cour de Cassation à 18 mois de prison, dont 12 avec sursis, pour escroquerie à la formation professionnelle entre 1994 et 1997,.
Après 15 ans de bataille judiciaire et une première cassation en 2004, cette affaire s’est conclue définitivement par une décision de la Cour d’appel de Lyon du 18 mars 2011, signifiant, sous la référence /CB-103/2011, que « cette condamnation, est réputée non avenue[réf. souhaitée].

## Publications
- Nadia Hamour et Mohammed Abdi, Les leçons des printemps arabes, Le Monde.fr, 9 mars 2011
- Nadia Hamour et Mohammed Abdi, Pour nos frères chrétiens d'Orient, Le Monde.fr, 10 novembre 2010
- Fadela Amara et Mohammed Abdi, La Racaille de la République, Le Seuil, 2006. (OCLC 75252710)
- Fadela Amara et Mohammed Abdi, Ni Putes, ni soumises, le combat continue, Le Seuil, 2006.  (ISBN 2020859858)

## Sources
- Franck Bouaziz, « Remarqué- Mohammed Abdi, l'ovni de Fadela Amara », Le Nouvel Économiste, 10 novembre 2010
- Sophie des Déserts, « Fadela et son ombre », Le Nouvel Observateur, décembre 2009, repris dans Quartiers sans cible http://quartiersanscible.com/2009/12/20/fadela-et-son-ombre/.
- Amarré à Amara, Libération, 30 juillet 2009
- Cécile Amar, Fadela Amara, le destin d'une femme, Hachette littérature, Paris, 2009
- Max Lagarrigue, in La Dépêche du Midi, 2006.[source insuffisante]
- Entretien avec Florence Taubmann : « On ne doit pas raisonner en termes de pro-palestinien ou de pro-israélien »
- le_conseiller_special_de_fadela_amara_condamne.html